# 三星Galaxy Note 20
三星Galaxy Note 20是三星电子推出的搭載Android系統的三星Galaxy Note系列智能手機。2020年8月5日，該款手機與三星Galaxy Z Fold 2、Samsung Galaxy Watch 3、Samsung Galaxy Buds Live、Samsung Galaxy Tab S7和Galaxy Tab S7 Plus一同發佈。
Note20系列為最後一代的Galaxy Note系列產品，迭代產品則由同樣隨附S-pen以及使用Note系列機身的三星Galaxy S22 Ultra繼承。
由于新冠疫情对公众和社交聚会的限制，Note 20系列在位于韩国水原的三星新闻中心以线上方式发布。发布会上，三星宣布该系列智能手机支持5G连接，可在5G网络覆盖范围内实现更高带宽、更低延迟的移动连接。Note 20的S-Pen手写笔延迟比前几代产品降低了4倍。Note 20提供神秘绿、神秘铜和神秘灰三种配色；Note 20 Ultra提供迷雾金、冰薄荷、冷山灰三种配色。与前代产品不同，Note 20系列没有“+”型号。
Galaxy Note 20系列还包含许多新的软件功能，包括针对移动游戏的性能优化、与台式机和笔记本电脑的无线同步以及用于远程连接到兼容设备的改进的DeX功能。